# زن جوان و دریا
زن جوان و دریا (به انگلیسی: Young Woman and the Sea) یک فیلم ورزشی و زندگی‌نامه‌ای آمریکایی محصول سال ۲۰۲۴ به کارگردانی یواخیم رانینگ و نویسندگی جف نیثنسن است که بر اساس کتاب گلن استوت در سال ۲۰۰۹ ساخته شده است. این فیلم که توسط والت دیزنی پیکچرز و جری بروکهایمر فیلمز تهیه شده است، دیزی ریدلی در نقش گرترود ادرل، شناگر رقابتی آمریکایی که اولین زنی بود که کانال مانش را شنا کرد، بازی می‌کند. همچنین تیلدا کوبهام-هروی، استیون گراهام، کیم بودنیا، کریستوفر اکلستون و گلن فلشلر در نقش‌های فرعی بازی می‌کنند.
توسعه فیلم در سال ۲۰۱۵ پس از آن که جری بروکهایمر، تهیه‌کننده، حقوق فیلم را برای این کتاب به دست آورد، شروع شد و قراردادی را با پارامونت پیکچرز برای توزیع منعقد کرد کهنیثنسن برای نوشتن فیلم‌نامه و لیلی جیمز برای ایفای نقش ادرل به تیم پیوستند. پارامونت در نهایت پروژه را در مسیر چرخش قرار داد. در سال ۲۰۲۰، والت دیزنی پیکچرز این پروژه را با ریدلی تصاحب کرد تا رانینگ را کارگردانی کنند. فیلمبرداری اصلی بین ماه مه و ژوئن ۲۰۲۲ انجام شد.
زن جوان و دریا در تاریخ ۱۶ مه ۲۰۲۴ در هتل روزولت هالیوود در لس آنجلس به نمایش درآمد. این فیلم که در ابتدا توسط دیزنی در سرویس پخش خود دیزنی پلاس اکران شد، اکران محدودی داشت و پس از نمایش‌های آزمایشی مثبت در ایالات متحده در ۳۱ مه. ۲۰۲۴. نقدهای مثبتی از منتقدان دریافت کرد.

## خلاصه داستان
داستان گرترود ادرل، شناگر رقابتی، که در سال ۱۹۲۶، اولین زنی بود که کانال مانش را شنا کرد.

## بازخوردها
- در وب‌سایت جمع‌آوری نقد راتن تومیتوز از رای ۱۰۰ منتقد، با میانگین امتیاز ۷ از ۱۰ مثبت هستند. در اجماع این وب‌سایت آمده است: «زن جوان و دریا با قدرت ستاره‌های درخشان دیزی ریدلی و سیر قابل توجه داستان زندگی گرترود ادرل، یک فیلم ورزشی قدیمی است که به بهترین شکل به کلاسیک‌ها بازمی‌گردد.»
- در متاکریتیک، که از میانگین وزنی استفاده می‌کند، بر اساس رای ۲۶ منتقد، امتیاز ۶۲ از ۱۰۰ را به فیلم اختصاص داد که نشان دهنده نقدهای «به طور کلی مطلوب» است.
- تا اوت ۲۰۲۴، زن جوان و دریا ۵۰۰٫۰۰۰ دلار در ایالات متحده، و ۱٫۴۳ میلیون دلار در سطح بین‌المللی (با ۸۱٬۷۲۵ دلار از بریتانیا و ۱٫۳۴۹٫۸۶۰ دلار از چین) در مجموع ۱۹۳،۱۵۸ دلار در سراسر جهان به دست آورد.